# Територија Индијана
Територија Индијана (енгл. Indiana Territory) је била област САД која је постојала између 1800. и 1816. године. формирана је указом Конгреса који је на снагу ступио 4. јула 1800. године након што га је 7. маја 1800. године потврдио председник Џон Адамс. Ово је била прва област формирана од Северозападне територије. 